# Nipigon-tó
A Nipigon-tó (angolul Lake Nipigon) a legnagyobb tó Kanada Ontario tartományában. Partjának hossza 1044 km. Maximális mélysége 165 méter. Felülete 4848 km². A Nagy-tavak vízgyűjtő rendszeréhez tartozik. 
Mintegy 120 km-re északnyugatra fekszik Thunder Bay városától. A tótól északra fut a Canadian National Railway fő vonala.

## Külső hivatkozások
- Tények Kanadáról - tavak
- A Nipigon-tóról
- Tó